# Copa Panamericana Bajo Techo de Hockey femenino de 2017
La VIII Copa Panamericana Bajo Techo de Hockey femenino de 2017 se celebró en Georgetown, Guyana entre el 16 y el 21 de octubre de 2017. El evento entregó un cupo al Mundial de Hockey Bajo Techo 2018.

## Grupo único
– Clasificados a la final.
     - Juegan el partido por el 3 puesto.
| Equipo            | J | G | E | P | GF | GC | DG  | PTS |
| ----------------- | - | - | - | - | -- | -- | --- | --- |
| Estados Unidos    | 6 | 6 | 0 | 0 | 35 | 7  | +28 | 18  |
| Argentina         | 6 | 5 | 0 | 1 | 28 | 8  | +20 | 15  |
| Canadá            | 6 | 4 | 0 | 2 | 14 | 8  | +6  | 12  |
| Uruguay           | 6 | 3 | 0 | 3 | 24 | 11 | +13 | 9   |
| Trinidad y Tobago | 6 | 2 | 0 | 4 | 19 | 25 | -6  | 6   |
| Guyana            | 6 | 1 | 0 | 5 | 12 | 24 | -12 | 3   |
| Barbados          | 6 | 0 | 0 | 6 | 6  | 52 | -46 | 0   |

### Resultados
| Fecha | Hora¹ | Partido           | Partido | Partido           | Resultado |
| ----- | ----- | ----------------- | ------- | ----------------- | --------- |
| 16.10 | 10:00 | Argentina         | -       | Barbados          | 14-1      |
| 16.10 | 11:15 | Uruguay           | -       | Guyana            | 4-3       |
| 16.10 | 12:30 | Estados Unidos    | -       | Trinidad y Tobago | 7-2       |
| 16.10 | 16:15 | Canadá            | -       | Barbados          | 5-1       |
| 16.10 | 18:00 | Argentina         | -       | Guyana            | 3-0       |
| 16.10 | 20:30 | Uruguay           | -       | Trinidad y Tobago | 4-0       |
| 17.10 | 13:00 | Canadá            | -       | Guyana            | 2-0       |
| 17.10 | 15:30 | Argentina         | -       | Trinidad y Tobago | 4-0       |
| 17.10 | 18:00 | Uruguay           | -       | Estados Unidos    | 1-3       |
| 18.10 | 14:00 | Canadá            | -       | Trinidad y Tobago | 3-0       |
| 18.10 | 16:30 | Argentina         | -       | Estados Unidos    | 2-4       |
| 18.10 | 19:00 | Guyana            | -       | Barbados          | 5-1       |
| 19.10 | 11:30 | Canadá            | -       | Uruguay           | 2-1       |
| 19.10 | 12:45 | Estados Unidos    | -       | Barbados          | 10-0      |
| 19.10 | 14:00 | Trinidad y Tobago | -       | Guyana            | 6-3       |
| 19.10 | 16:30 | Canadá            | -       | Argentina         | 1-2       |
| 19.10 | 17:45 | Uruguay           | -       | Barbados          | 12-0      |
| 19.10 | 19:00 | Estados Unidos    | -       | Guyana            | 7-1       |
| 20.10 | 12:00 | Argentina         | -       | Uruguay           | 3-2       |
| 20.10 | 13:15 | Trinidad y Tobago | -       | Barbados          | 11-4      |
| 20.10 | 14:30 | Canadá            | -       | Estados Unidos    | 1-4       |

### 7 Puesto
| Fecha | Hora¹ | Partido | Partido | Partido  | Resultado |
| ----- | ----- | ------- | ------- | -------- | --------- |
| 20.10 | 19:30 | Guyana  | -       | Barbados | 4-1       |

### 5 Puesto
| Fecha | Hora¹ | Partido           | Partido | Partido | Resultado |
| ----- | ----- | ----------------- | ------- | ------- | --------- |
| 21:10 | 11:55 | Trinidad y Tobago | -       | Guyana  | 3-1       |

### 3 Puesto
| Fecha | Hora¹ | Partido | Partido | Partido | Resultado |
| ----- | ----- | ------- | ------- | ------- | --------- |
| 21:10 | 14:45 | Canadá  | -       | Uruguay | 2-3       |

### Final
| Fecha | Hora¹ | Partido        | Partido | Partido   | Resultado |
| ----- | ----- | -------------- | ------- | --------- | --------- |
| 21.10 | 17:35 | Estados Unidos | -       | Argentina | 2-1       |

| Campeón del Campeonato Panamericano Bajo Techo 2017 |
| --------------------------------------------------- |
| Estados Unidos Primer Título                        |

### Clasificación general
1. Estados Unidos
2. Argentina
3. Uruguay
4. Canadá
5. Trinidad y Tobago
6. Guyana
7. Barbados